# Густав Нахтігаль
Густав Нахтігаль (23 лютого 1834, Айхштедт — 20 квітня 1885, біля мису Кейп-Пальмос) — німецький дослідник і мандрівник по Африці. У 1870—1872 роках досліджував нагір'я Тибесті та Вадаї, район озера Чад. Був генеральним консулом Німеччини у Західній Африці. Завдяки його діям німецький уряд встановив свій протекторат над територіями сучасних країн Камерун й Того. Його іменем названо водоспад на річці Мечум.
Поряд з Генріхом Бартом Нахтігаль вважався іншим важливим німецьким дослідником Африки. Як і Барт, Нахтігаль цікавився насамперед етнографією, а також тропічною медициною. Його роботи вирізняються багатством деталей і неупередженим поглядом на африканців. На відміну від більшості сучасних дослідників, Нахтігаль не вважав африканців нижчими за європейців, як це відображено в його описах і виборі слів.

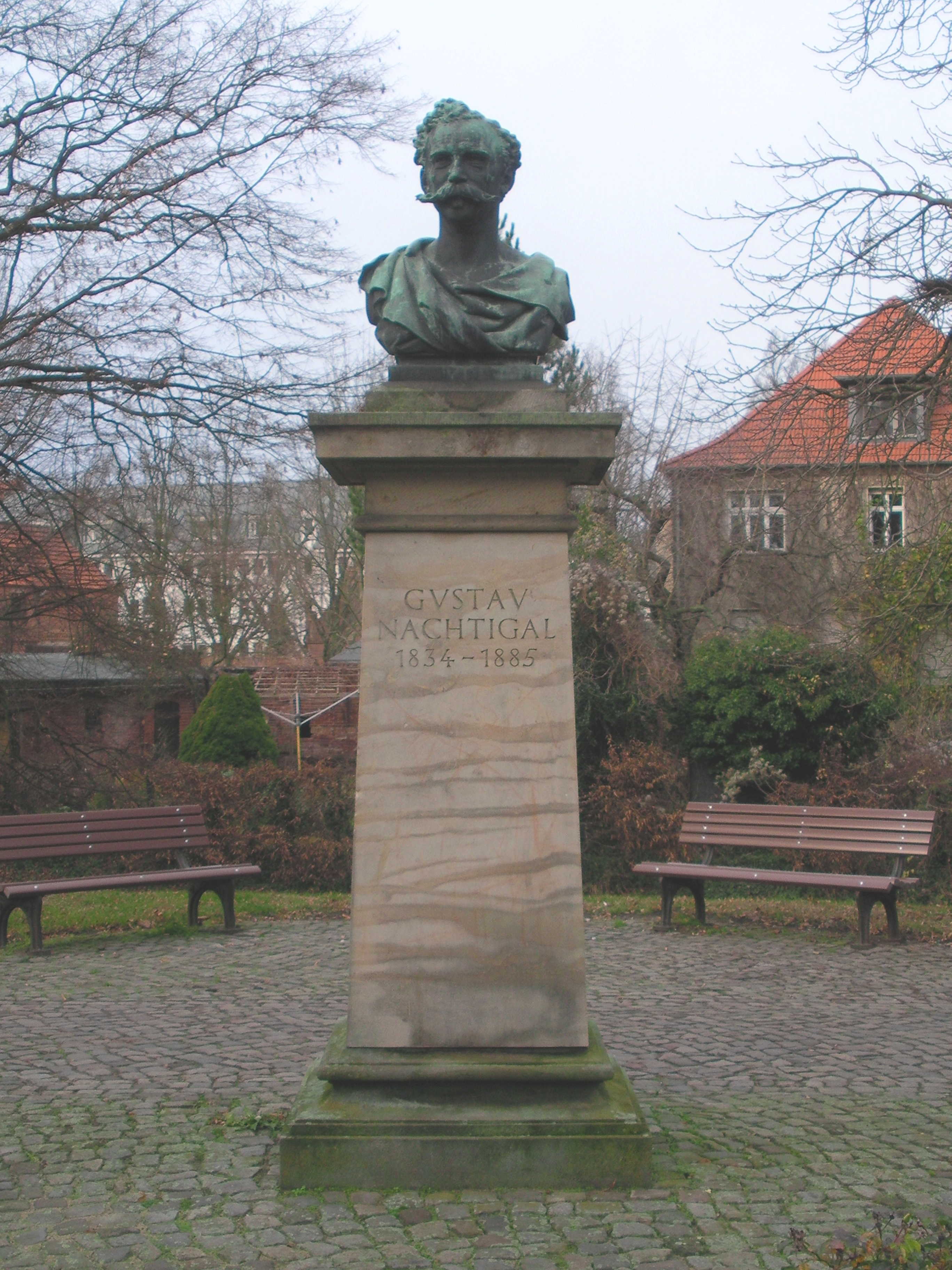
Пам'ятник Густаву Нахтігалю у м. Штендаль, федеральна земля Саксонія-Ангальт

## Праці Густава Нахтігаля
- «Сахара та Судан» (1879—1881)